# 圖爾恰縣
图尔恰县（羅馬尼亞語發音：[ˈtult͡ʃe̯a]）位于东欧国家罗马尼亚的东南部，是该国东南开发区的一个县（“县”在罗马尼亚是一级行政区），也是该国最东部的县，濒临多瑙河和黑海，在罗马尼亚的历史上属于多布鲁贾地区，首府图尔恰。

## 邻接

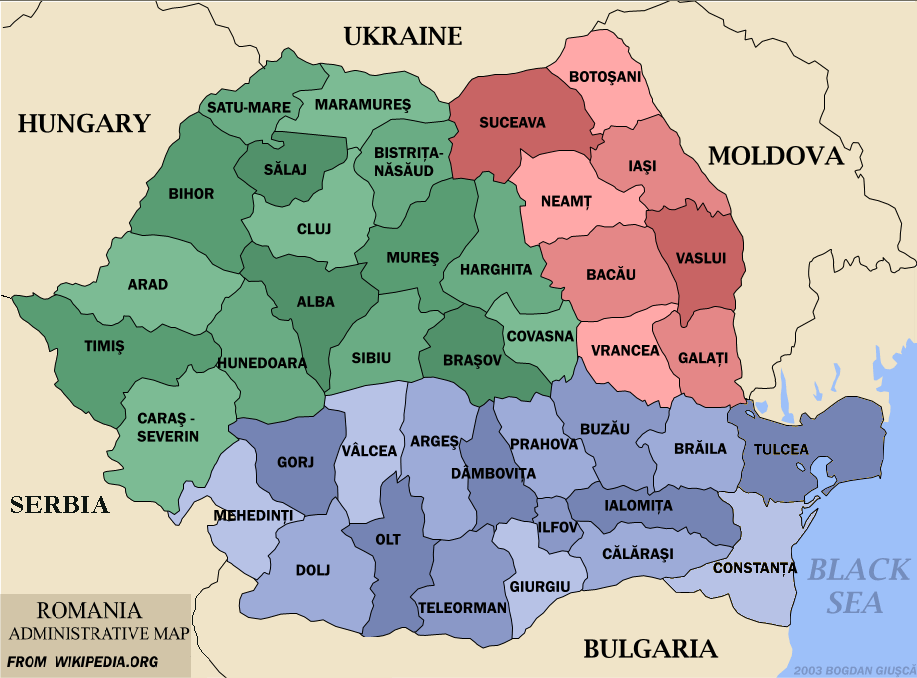
罗马尼亚行政区划图，图尔恰县在最东部

- 东：黑海
- 西：罗马尼亚布勒伊拉县
- 西北：罗马尼亚加拉茨县
- 北：乌克兰敖德萨州
- 南：罗马尼亚康斯坦察县

## 人口统计
截至2002年，全县人口为265,349人，人口密度每平方公里31人，是罗马尼亚所有县中最低的。
- 罗马尼亚人 - 90.00%[3]
- 俄罗斯人和立波瓦人 - 6.37%

- 土耳其人和鞑靼人 - 1.29%
- 罗姆人 - 0.88%
- 希腊人 - 0.65%

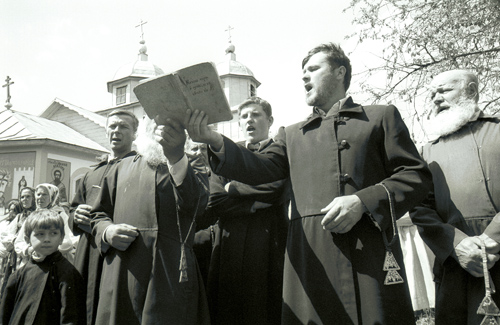
图尔恰县Slava Cercheză的立波瓦人在教堂举行庆祝活动

在多瑙河三角洲有一个俄罗斯人和立波瓦人的重要聚集地。在县的南部有许多土耳其人的聚集地，那里曾一度是罗马尼亚的伊斯兰教中心。
| 年份 | 全县人口 |
| ---- | -------- |
| 1948 | 192,228  |
| 1956 | 223,719  |
| 1966 | 236,709  |
| 1977 | 254,531  |
| 1992 | 270,997  |
| 2002 | 256,492  |

该县2002年人口超过5千的行政区如下：
| 行政区   | 人口   |
| -------- | ------ |
| 图尔恰   | 92,762 |
| 莫钦     | 10,607 |
| 巴巴达格 | 10,136 |
|          | 7,593  |
|          | 7,154  |
|          | 5,855  |
|          | 5,463  |
| 伊沙恰   | 5,427  |
|          | 5,209  |
|          | 5,055  |
|          | 5,011  |

## 地理
全县总面积8,499平方公里。
该县位于罗马尼亚的边境，北与摩尔多瓦、乌克兰隔多瑙河相望。

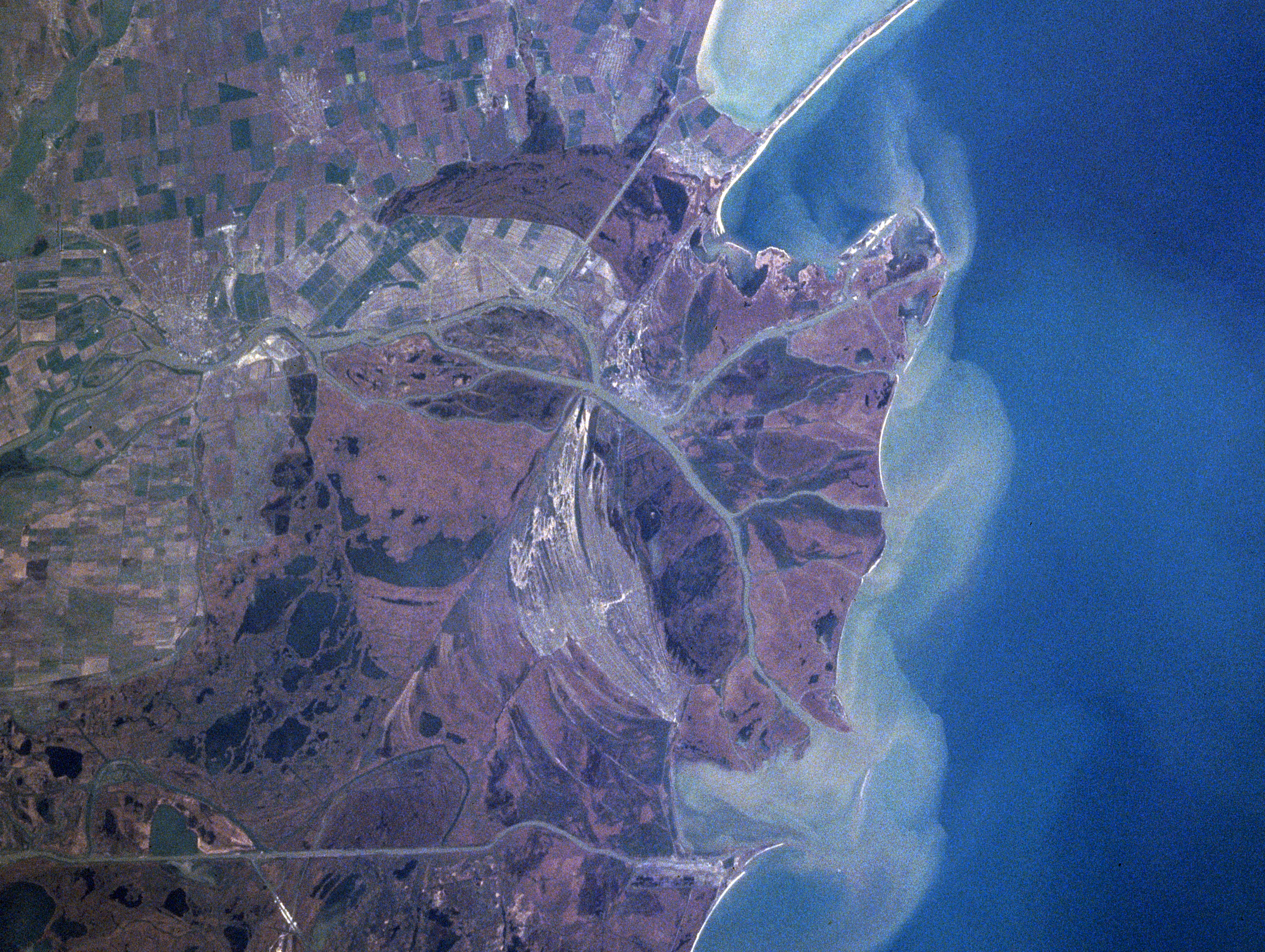
多瑙河三角洲卫星图

图尔恰县最引人入胜的部分就是多瑙河三角洲，它位于该县的东北部，占全县面积的约三分之一。流经该县的多瑙河有三条主要分支：中间的是苏利纳（Sulina）分支，也是唯一适于大船航行的一支；北边的是齐利亚（Chilia）分支，是罗马尼亚与乌克兰的界河之一；南边的是圣乔治（Sfântu Gheorghe）分支。
在该县的东南部是潟湖——拉奇姆湖（Lacul Razim）和西诺伊湖（Lacul Sinoe）。在多瑙河三角洲区和南部，在圣乔治运河与拉奇姆湖之前的区域，河道和湖泊星罗密布，整个区域以“多瑙河三角洲”的名义在1991年被联合国教科文组织列入《世界遗产名录》，也被列入生物圈保护区。
多瑙河流经该县的西部和北部。在西边的是马辛（Măcin）分支，流经大布勒伊拉岛（Insula Mare a Brăilei）。从斯莫尔丹（Smârdan，布勒伊拉对面）到珀特勒格安卡（Pătlăgeanca，图尔恰市附近），多瑙河是唯一的大河，在它周围有数不清的湖泊和小河。
该县中部是卡辛恰高原，还有400多万年前的史前山脉遗迹——莫钦山脉（Munţii Măcin），其主峰海拔高度约400米。

## 旅游
旅游业是该县最主要的活动产业，而多瑙河三角洲是罗马尼亚全国最主要的旅游区之一。
主要旅游目的地如下：
- 多瑙河三角洲，欧洲最大的三角洲，也是欧洲现存最大的湿地，被誉为“欧洲最大的地质、生物实验室”。以下是三角洲的主要景点：
  - 苏里纳镇，多瑙河下游最后一个镇。
  - 圣乔治（Sfântu Gheorghe）、马哈茂迪亚（Mahmudia）、克里闪（Crişan）、加拉奥尔曼（Caraorman）和齐里亚（Chilia）周围地区。
- 图尔恰市

## 经济
农业和渔业是该县的最主要的职业，约有48%的人从事这两项职业。工业只集中在大的镇。
该县的主要工业是：
- 食品业
- 纺织业
- 造船业
- 冶金业——铝
- 化学工业
- 建筑材料业

## 交通
- 铁路：有铁路通往首都布加勒斯特和第二大城市康斯坦察。

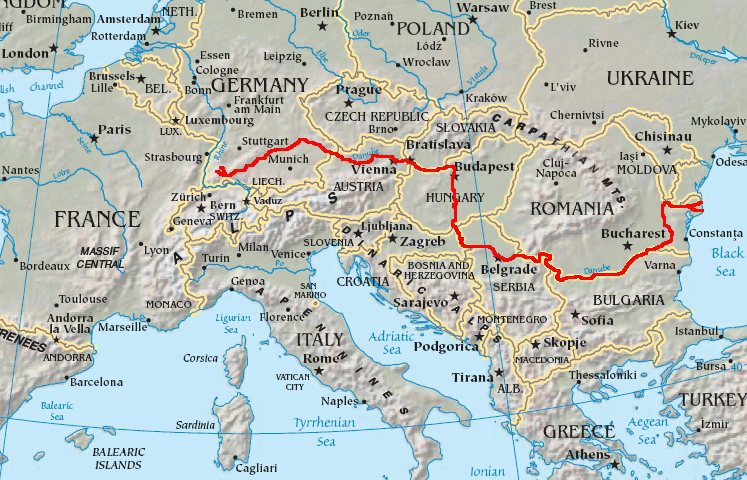
多瑙河流域图，其入海口在即图尔恰县境内

- 公路：公路通往全国各大城市。

- 水路：多瑙河通往布加勒斯特和康斯坦察附近。

## 行政区划
全县下设1个市（即县首府图尔恰市）、4个镇、46个土地管理区。

### 市
- 图尔恰（Tulcea）：首府，人口96,813。

### 镇
- 巴巴达格镇（Babadag）
- 伊沙恰镇（Isaccea）
- 莫钦镇（Măcin）
- 苏里纳镇（Sulina）

### 土地管理区
|  |  |  |  |  |

## 友好省州、城市
- 中华人民共和国江苏省苏州市，1995年9月20日缔结友好关系。

## 相关资料
- 苏州市外事办公室·友好城市——图尔恰县（简体中文）
- 《国家旅游地理·欧洲》，溥奎主编，江西美术出版社  ISBN 978-7-80749-031-9